# 川上義幸
川上 義幸（かわかみ よしゆき、1954年 - ）は、日本の元官僚。2008年から佐賀大学監事。

## 略歴
- 1954年 福岡市に生まれる。
- 1979年 九州大学大学院工学研究科修了。同年、建設省に入省
- 1985年 九州地方建設局筑後川工事事務所調査課長
- 1989年 建設大臣官房政策課長補佐
- 1991年 九州地方建設局武雄工事事務所長
- 2001年1月 国土交通省土地・水資源局水資源部水資源課水資源調査室長。同年7月、佐賀県土木部長に転出
- 2003年 佐賀県副知事に就任
- 2007年 第21回参議院議員通常選挙佐賀県選挙区立候補に伴い、副知事を退任。民主党公認の川崎稔に、約22000票差で敗れ落選
- 2008年 佐賀大学監事に就任